# Spoorlijn 222
Spoorlijn 222 is een Belgische industrielijn in de haven van Antwerpen. Ze loopt vanaf de aftakking Oorderen aan Spoorlijn 27C bij het Antwerpen-Noord naar de spoorbundel Oorderen.
De maximumsnelheid bedraagt 40 km/u.

## Aansluitingen
In de volgende plaatsen is er een aansluiting op de volgende spoorlijnen:
Y Oorderen
Spoorlijn 27C tussen Y Ekerse Dijk en Antwerpen-Noord
Spoorlijn 27C/1 tussen Antwerpen-Noord en Y Oorderen
Spoorlijn 224 tussen Antwerpen-Noord en Y Oost-Lillo

## Verbindingsspoor
222/1: Bundel Lillo (lijn 224) - Bundel Oorderen (lijn 222)